# Taulyrpa caeruleovittata
Taulyrpa caeruleovittata är en tvåvingeart som först beskrevs av Loïc Matile 1972.  Taulyrpa caeruleovittata ingår i släktet Taulyrpa och familjen platthornsmyggor.
Artens utbredningsområde är Madagaskar. Inga underarter finns listade i Catalogue of Life.